# 33-тя кавалерійська дивізія СС (3-тя угорська)
33-тя кавалерійська дивізія СС (3-тя угорська) (нім. 33. Waffen-Kavallerie-Division der SS (ungarische Nr. 3)) — з'єднання, кавалерійська дивізія у складі військ Ваффен-СС, сформована із залишків угорських кінних частин.

## Командування

### Командири
- СС оберфюрер Ласло Деак (нім. László Deák) (27 грудня 1944 — 23 січня 1945).

## Райони бойових дій
- Угорщина (27 грудня 1944 — 23 січня 1945).